# Başkənd (Kəlbəcər)
Başkənd (eingedeutscht Baschkend) ist ein Dorf im Rayon Kəlbəcər von Aserbaidschan. Von Beginn der 1990er Jahre bis 2020 wurde der Ort von der international nicht anerkannten Republik Arzach kontrolliert und als Teil der Provinz Schahumjan verwaltet.

## Geographische Lage und Geschichte
Das Dorf liegt auf einer Höhe von 2142 Metern ca. 40 Kilometer nordöstlich der Provinzhauptstadt Kəlbəcər.
Über die mittelalterliche Geschichte des Dorfes ist wenig bekannt. Gemäß der Verwaltungsgliederung der Aserbaidschanischen SSR vom 1. Januar 1933 gehörte Başkənd zum Dorfrat Sınıqkilsə (Sinigkilsä) des Rayons Kəlbəcər, der insgesamt 11 Ortschaften vereinte. Die Bevölkerung bestand zu 100 Prozent aus Aserbaidschanern.
Başkənd wurde im Ersten Bergkarabachkrieg (1992–1994) im Zuge der Frühlingsoffensive der armenischen Truppen im März 1993 besetzt und die Bewohner vertrieben. Anfang April eroberten armenische Einheiten das gesamte Gebiet der Provinz Kəlbəcər, was vom UN-Sicherheitsrat mit der Resolution Nr. 822 verurteilt wurde.
Nach der Niederlage Armeniens im Zweiten Bergkarabachkrieg erfolgte laut der trilateralen Vereinbarung zwischen Armenien, Aserbaidschan und Russland vom 10. November 2020 die Rückgabe des Rayons Kəlbəcər, darunter von Başkənd an Aserbaidschan.